# Finch Block
Il Finch Block è uno storico edificio commerciale della città di Ithaca nello Stato di New York.

## Storia
L'edificio è stato eretto nel 1868. La struttura ha ospitato diversi negozi di libri e cartolerie nel corso del tempo. Negli anni 1860, infatti, Dudley Finch e J. B. Taylor vi spostarono la loro libreria, mentre negli anni 1870 e 1880 vi operarono Finch e Apgar, sempre vendendo libri. Taylor e Carpenter vi vendettero libri e articoli di cartoleria almeno a partire dal 1899 fino almeno al 1910. Nel 1911, invece, vi venne fondato il Corner Book Store, che tuttavia cambiò sede nel 1923, lasciando il palazzo. Successivamente l'edificio ospitò il Profit Sharing Book Store.

## Descrizione
Il palazzo occupa un lotto d'angolo con affaccio sui Commons nel centro della città di Ithaca.
L'edificio, sviluppato su quattro livelli, presenta uno stile italianeggiante. La facciata di mattoni è ritmicamente scandita a intervalli pressoché regolari da aperture di eguali dimensioni sormontate da gocciolatoi in ferro battuto di due tipologie diverse. Le facciate sono ornate da cornici marcapiano e da un cornicione.

## Galleria d'immagini

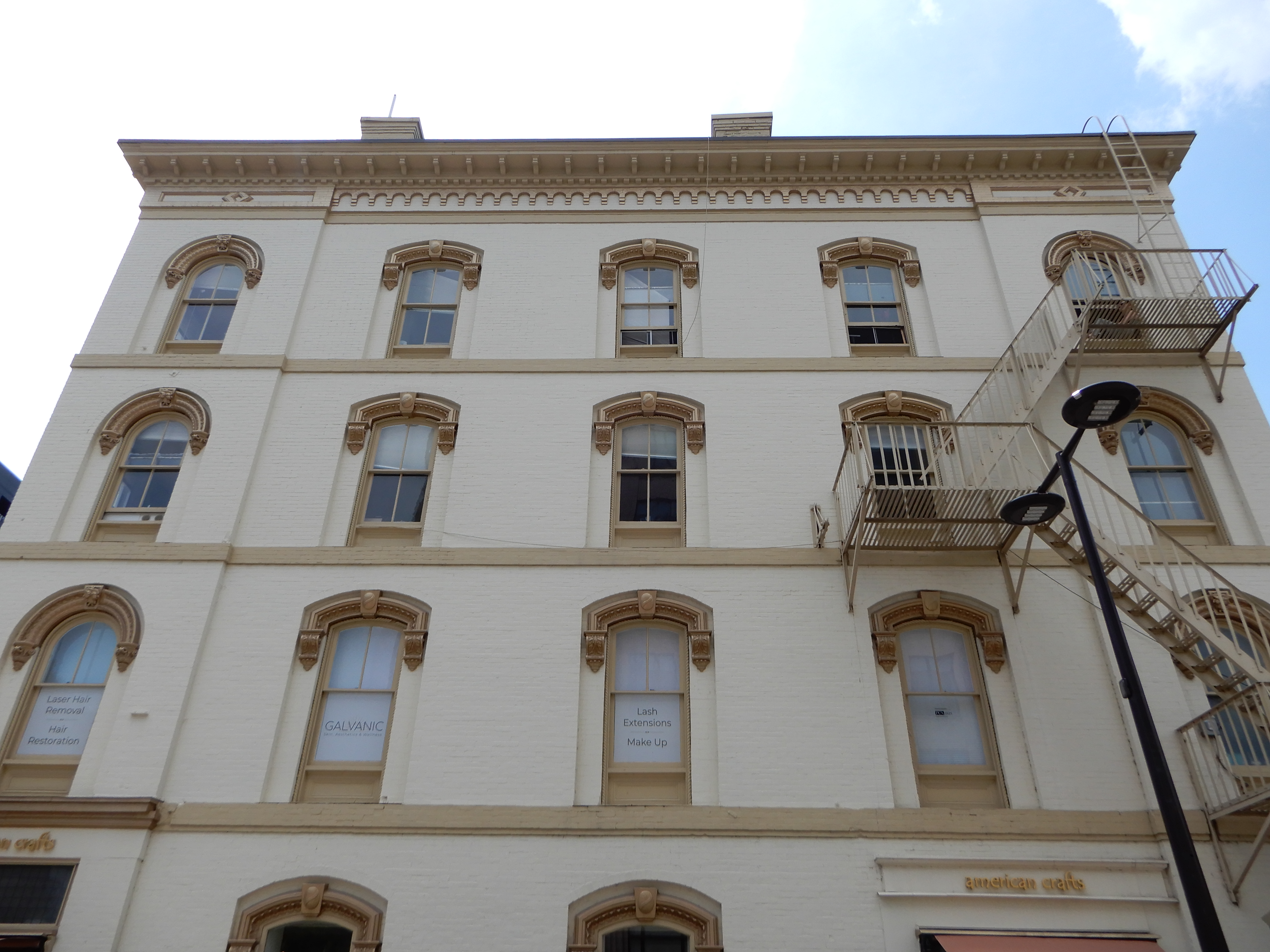
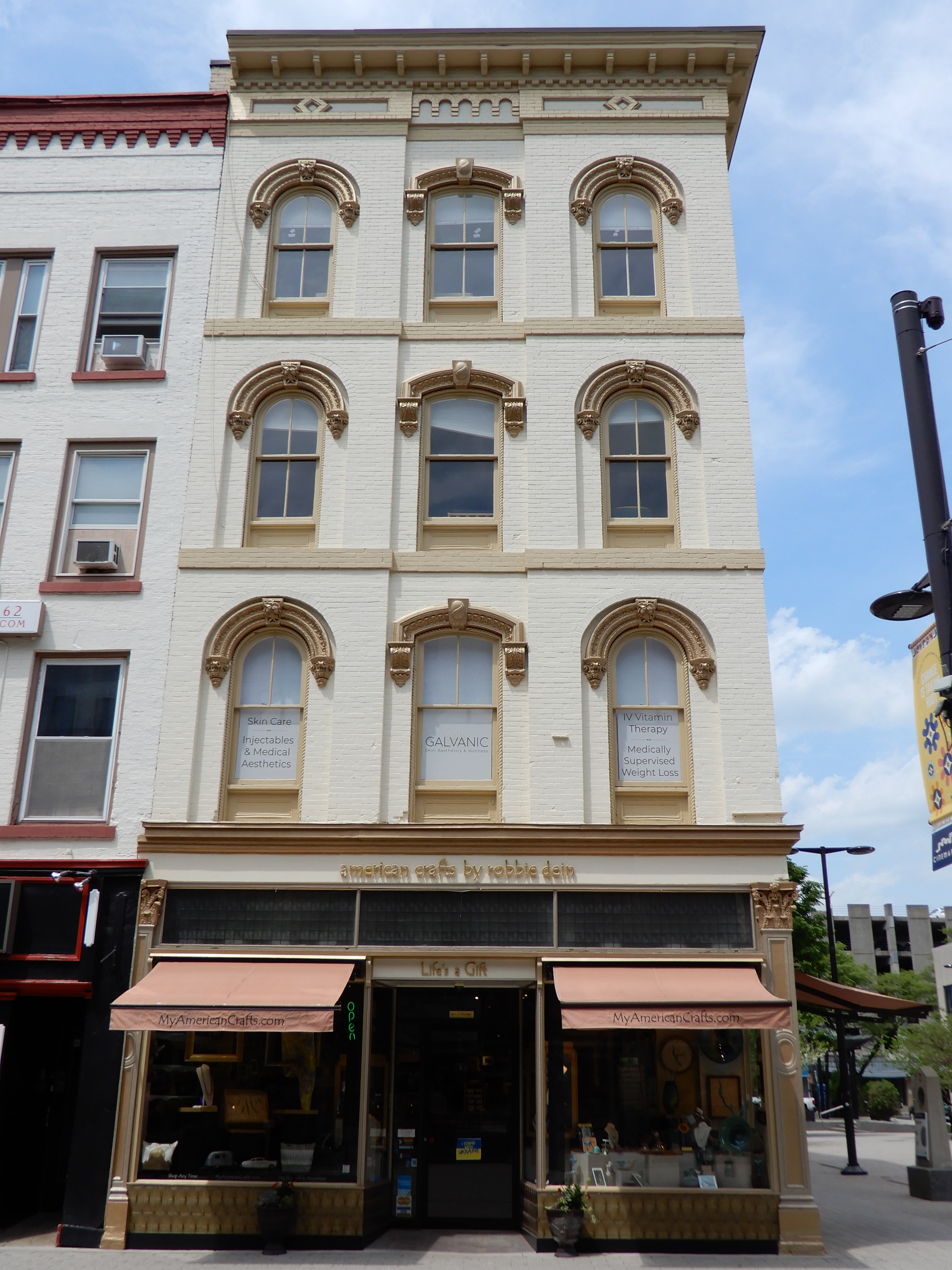
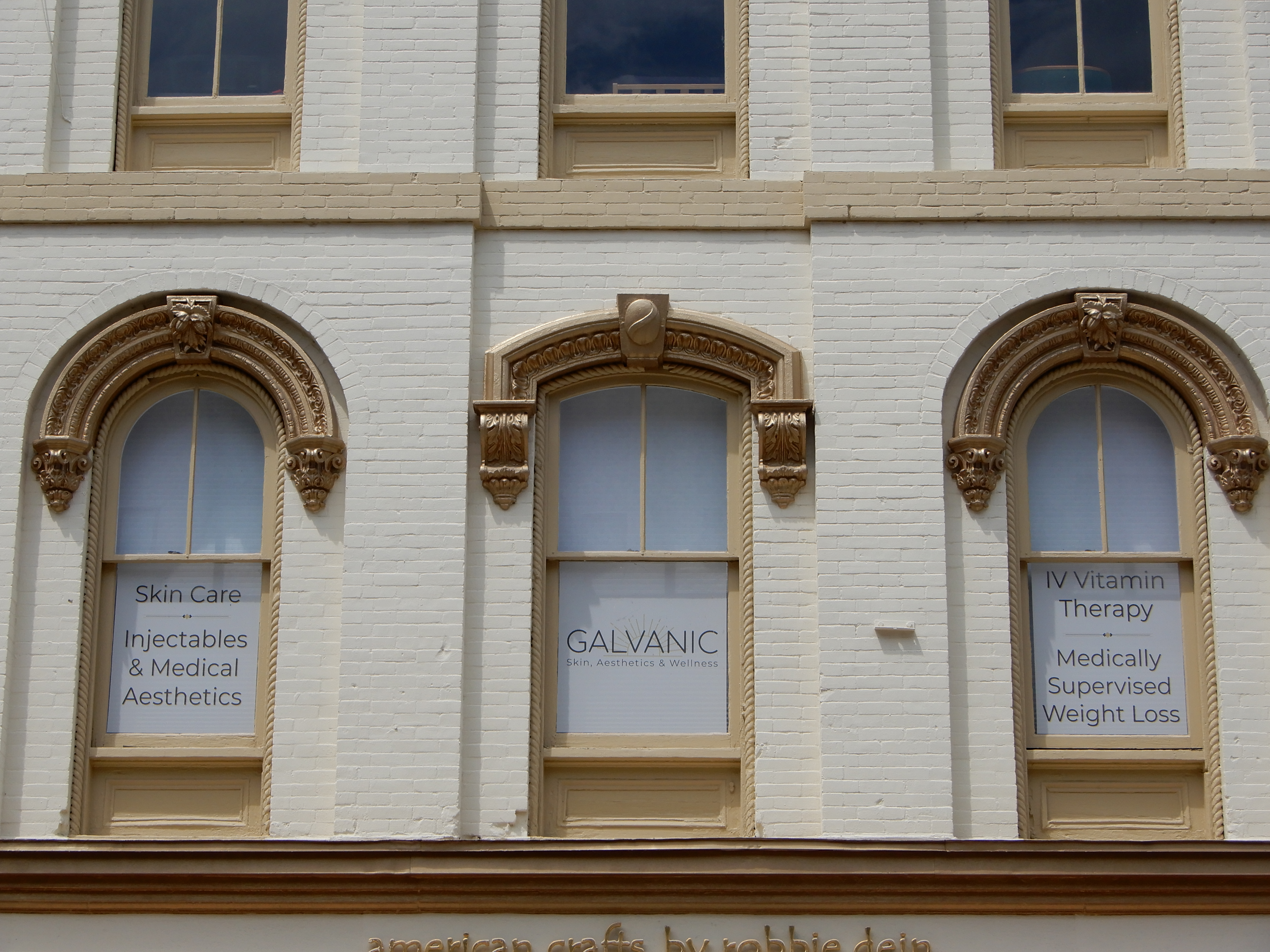